# Jafar Irismetov
Jafar Irismetov ou Жафар Ирисметов, né le 23 août 1976 à Tachkent, est un footballeur ouzbek, qui joue actuellement avec le PFK Shurtan Guzar depuis 2011. 
Il est international ouzbek à trente six reprises entre 1997 et 2007, pour quinze buts inscrits.

## Palmarès

### En club
Dustlik Tashkent
- Championnat ouzbek :  2000
- Coupe d'Ouzbékistan : 2000

FC Kairat Almaty
- Championnat kazakh : 2004

FC Almaty
- Coupe du Kazakhstan : 2006

Liaoning Whowin
- D2 chinoise : 2009

### Distinctions personnelles
- 3 fois meilleur buteur du championnat ouzbek
- 2 fois meilleur buteur du championnat kazakh